# Легенды Чимы
Легенды Чимы (англ. Legends of Chima) — датско-индийско-тайский анимационный телевизионный сериал на основе серии игрушек LEGO Legends of Chima, транслировавшийся на канале Cartoon Network. Мультсериал повествует о борьбе кланов зверей-воинов в волшебном мире Чима.
Премьера состоялась 16 января 2013 года на канале Cartoon Network. Финальные серии вышли 22 ноября 2014 года. Всего вышла 41 серия, разделённые на 3 сезона. Премьера в России состоялась 22 октября 2013 года на канале Nickelodeon.

## Сюжет
Волшебный мир Чима — земля, населённая животными, которые ходят, разговаривают, управляют машинами, живут в замках — когда-то был первозданным природным раем, но теперь стал полем брани, где лучшие друзья становятся злейшими врагами.

## Список серий

### Обзор
| Сезон | Сезон | Количество эпизодов | Период показа  | Период показа  | Период показа   |
| Сезон | Сезон | Количество эпизодов | Начало сезона  | Финал сезона   | Телесеть        |
| ----- | ----- | ------------------- | -------------- | -------------- | --------------- |
|       | 1     | 20                  | 16 января 2013 | 5 декабря 2013 | Cartoon Network |
|       | 2     | 6                   | 15 марта 2014  | 19 апреля 2014 | Cartoon Network |
|       | 3     | 15                  | 9 августа 2014 | 22 ноября 2014 | Cartoon Network |

### Сезон 1 (2013)
| № | Название                                                   | Режиссёр       | Авторы сценария | Дата премьеры    | Зрители США (в миллионах) |
| --- | ---------------------------------------------------------- | -------------- | --------------- | ---------------- | ------------------------- |
| 1 | «Legends of Chima» «Начало войны. Часть 1»                 | Педер Педерсен | Джон Деревлэни  | 16 января 2013   | 1.61                      |
| Когда Краггер, принц крокодилов, пытается украсть ЧИ, львы ловят его и хотят рассказать о проступке его родителям. Это приводит к недоразумению и, в конечном итоге, к полномасштабной битве.                                                |                                                            |                |                 |                  |                           |
| 2 | «The Great Story» «Начало войны. Часть 2»                  | Педер Педерсен | Джон Деревлэни  | 16 января 2013   | 1.54                      |
| Краггер обвиняет львов в гибели своих родителей и атакует их город в союзе с волками и воронами. Львы вызывают своих союзников — орлов и горилл.                                                                                             |                                                            |                |                 |                  |                           |
| 3 | «The Warrior Within» «Дух воина»                           | Педер Педерсен | Джон Деревлэни  | 27 марта 2013    | 1.45                      |
| Краггер подстраивает кражу ЧИ у племени крокодилов Лавалом, что возобновляет боевые действия между кланами. Теперь Лавал должен избежать гнева крокодилов и всё исправить, пока его отец об этом не узнал.                                   |                                                            |                |                 |                  |                           |
| 4 | «The Joyride» «Прокатимся»                                 | Педер Педерсен | Джон Деревлэни  | 17 июля 2013     | 1.01                      |
| Лавал и Эрис берут львиный танк для поездки по Чиме и случайно обнаруживают, что Краггер использует племя бобров, чтобы украсть ЧИ. |                                                            |                |                 |                  |                           |
| 5 | «Market Day» «Рыночный день»                               | Педер Педерсен | Джон Деревлэни  | 24 июля 2013     | 1.19                      |
| Каждый месяц во время гонок Чимациклов открывается большой рынок. Лавал и Эрис идут туда, а Краггер нанимает воронов, чтобы те украли чимацикл Лавала. Помимо чимацикла пропадает и награда за победу в ежемесячных гонках — золотая ЧИ.     |                                                            |                |                 |                  |                           |
| 6 | «Attack on Eagle Spire» «Атака Орлиной вершины»            | Педер Педерсен | Джон Деревлэни  | 31 июля 2013     | 1.03                      |
| Крокодилы нанимают воронов, чтобы те подставили орлов и заставили волков напасть на них. Но всё это часть сложного заговора с целью сокрушить племена львов, волков и орлов. Лавал и Эрис должны действовать быстро, чтобы спасти положение. |                                                            |                |                 |                  |                           |
| 7 | «The Hundred Year Moon» «Столетняя луна»                   | Педер Педерсен | Джон Деревлэни  | 7 августа 2013   | 1.00                      |
| В ночь Столетней луны волки теряют контроль и разрушают всё на своём пути. Крулер похищает юную девочку-гориллу, чтобы заставить Лавала, Эрис и Горзана спасти её в эту опасную ночь.                                                        |                                                            |                |                 |                  |                           |
| 8 | «The Biggest Race Ever» «Самые важные гонки»               | Педер Педерсен | Джон Деревлэни  | 21 августа       | 1.22                      |
| Во время ежемесячной гонки на чимациклах Краггер нанимает лучшего гонщика Чимы — Дом де ла Вжика, чтобы тот позволил ему выиграть мощнейшую золотую ЧИ. Однако неожиданно в гонку вступает таинственный гонщик по имени Тень.                |                                                            |                |                 |                  |                           |
| 9 | «Gorilla Gone Wild» «Гориллы сходят с ума»                 | Педер Педерсен | Джон Деревлэни  | 28 августа 2013  | 0.93                      |
| Краггер навлекает на себя гнев племени горилл. На своих огромных роботах они пытаются преследовать крокодилов на болоте, но застревают. Львам и орлам приходится спасать их.                                                                 |                                                            |                |                 |                  |                           |
| 10 | «Foxtrot» «Лисьи проделки»                                 | Педер Педерсен | Джон Деревлэни  | 12 сентября 2013 | 1.28                      |
| С помощью волков Крулер удаётся вызвать хаос на ежемесячных гонках и украсть всю ЧИ из храма львов. Таинственный гонщик Тень вновь появляется, но на чьей же он стороне?                                                                     |                                                            |                |                 |                  |                           |
| 11 | «The CHI Jackers» «Похитители ЧИ»                          | Педер Педерсен | Джон Деревлэни  | 19 сентября 2013 | 1.25                      |
| Благодаря украденной ЧИ, волки стали сильнее и продолжают её красть у других племён. Лавал и Эрис должны найти новый способ доставить ЧИ племенам.                                                                                           |                                                            |                |                 |                  |                           |
| 12 | «The Balancing Act» «Равновесие»                           | Педер Педерсен | Джон Деревлэни  | 26 сентября 2013 | 1.09                      |
| Волки по-прежнему крадут ЧИ, оставляя без неё все племена. Они становятся настолько сильными, что даже Краггер должен противостоять им. |                                                            |                |                 |                  |                           |
| 13 | «Crocodile Tears» «Крокодильи слёзы»                       | Педер Педерсен | Джон Деревлэни  | 3 октября 2013   | 0.98                      |
| Краггер и крокодилы попадают в плен к волкам, но Лавал намерен помочь старому другу. |                                                            |                |                 |                  |                           |
| 14 | «Fake CHI, Real Trouble» «Фальшивые ЧИ, реальные проблемы» | Педер Педерсен | Джон Деревлэни  | 10 октября 2013  | 0.97                      |
| Когда Крулер теряет контроль над Краггером, он возвращается к своему старому «я» и пытается загладить вину перед племенами Чимы, но, как обычно, Крулер обманывает его и использует ворона-алхимика для производства фальшивых ЧИ.           |                                                            |                |                 |                  |                           |
| 15 | «Ravens vs. Eagles» «Вороны против орлов»                  | Педер Педерсен | Джон Деревлэни  | 17 октября 2013  | 1.12                      |
| Вороны переселяются на Орлиные вершины, злоупотребляя правилом орлов «всё моё — твоё». Орлы пытаются их выгнать, но вороны очень настойчивы.                                                                                                 |                                                            |                |                 |                  |                           |
| 16 | «Reunion Gone Wrong» «Неудачное примирение»                | Педер Педерсен | Джон Деревлэни  | 24 октября 2013  | 1.05                      |
| Племена пытаются договориться о прочном мире в Чиме, но Крулер создаёт странный туман, который делает всех сильными и сердитыми, в особенности Краггера.                                                                                     |                                                            |                |                 |                  |                           |
| 17 | «Laval in Exil» «Лавал в изгнании»                         | Педер Педерсен | Джон Деревлэни  | 7 ноября 2013    | 1.17                      |
| Действия Лавала заставляют короля львов Лагрависа изгнать из Чимы собственного сына. Вскоре Лавала узнаёт, что Краггер пленил его отца. Он должен спасти его... несмотря на изгнание.                                                        |                                                            |                |                 |                  |                           |
| 18 | «Black Cloud» «Чёрная туча»                                | Педер Педерсен | Джон Деревлэни  | 14 ноября 2013   | 0.98                      |
| Странная чёрная туча появилась вокруг горы Каворы. Лавал и Эрис пытаются выяснить, что это за туча, но она сопротивляется. |                                                            |                |                 |                  |                           |
| 19 | «Chima Falls» «Падение Чимы»                               | Педер Педерсен | Джон Деревлэни  | 21 ноября 2013   | 0.94                      |
| Водопады ЧИ иссякли. Эрис с бобрами пытается выяснить почему. Краггер обвиняет львов и собирает армию из крокодилов, волков, воронов и даже носорогов для полномасштабной битвы за оставшуюся ЧИ.                                            |                                                            |                |                 |                  |                           |
| 20 | «For Chima!» «За Чиму!»                                    | Педер Педерсен | Джон Деревлэни  | 5 декабря 2013   | 1.30                      |
| Город львов находится в осаде. Все племена Чимы схлестнулись в битве, но Лавал всё ещё верит, что есть мирное решение конфликта. |                                                            |                |                 |                  |                           |

### Сезон 2 (2014)
| № | Название                                       | Режиссёр       | Авторы сценария | Дата премьеры  | Зрители США (в миллионах) |
| --- | ---------------------------------------------- | -------------- | --------------- | -------------- | ------------------------- |
| 1 | «Into the Outlands» «В Чужеземье»              | Педер Педерсен | Джон Деревлэни  | 15 марта 2014  | 1.61                      |
| В Чужеземье восьмёрка героев узнаёт правду о похищенной ЧИ и пропавших Легендарных зверях. Им приходится сражаться как с плотоядными растениями, так и с таинственной чёрной тучей. Помимо этого они встречают таинственного союзника.       |                                                |                |                 |                |                           |
| 2 | «A Tangled Web» «Запутанная сеть»              | Педер Педерсен | Джон Деревлэни  | 22 марта 2014  | 1.46                      |
| Герои Чимы узнают, что легендарные звери горилла и носорог находятся в плену у пауков. Они должны придумать хитроумный план, как вызволить их, но Рогон начинает вести себя очень странно.                                                   |                                                |                |                 |                |                           |
| 3 | «The Legend Thief» «Легендарный вор»           | Педер Педерсен | Джон Деревлэни  | 29 марта 2014  | 1.26                      |
| Вещи без вести начали пропадать на базе у героев. Оказывается, легендарный ворон ворует золотую ЧИ Лавертуса для скорпионов. Лавалу предстоит убедить изгнанного льва помочь освободить легендарного зверя.                                  |                                                |                |                 |                |                           |
| 4 | «The Eagle and the Bear» «Орёл и Медведь»      | Педер Педерсен | Джон Деревлэни  | 5 апреля 2014  | 1.12                      |
| Скорпионы и пауки создали сложную ловушку, и восьмёрка героев должна помочь легендарным зверям, орлу и медведю. Пока они пытаются решить загадку, скорпионы строят свои собственные чимациклы.                                               |                                                |                |                 |                |                           |
| 5 | «Tooth or Consequences» «Клык или последствия» | Педер Педерсен | Джон Деревлэни  | 12 апреля 2014 | 1.09                      |
| Ворриц и Краггер отправляются на собственную миссию и попадают в плен к скорпионам. Остальные герои должны освободить оставшихся легендарных зверей. Однако Лавертус отказывается помогать, узнав, что отец Краггера тоже находится в плену. |                                                |                |                 |                |                           |
| 6 | «This May Sting a Bit» «Иногда бывает больно»  | Педер Педерсен | Джон Деревлэни  | 19 апреля 2014 | 1.26                      |
| В пещере скорпионов Лавал должен преодолеть свой страх воды и спасти легендарного льва. Тем временем его друзья сражаются против скорпионов, пауков и летучих мышей. Исход битвы решит судьбу Чимы.                                          |                                                |                |                 |                |                           |

### Сезон 3 (2014)
| № | Название                                       | Режиссёр       | Авторы сценария | Дата премьеры    | Зрители США (в миллионах) |
| --- | ---------------------------------------------- | -------------- | --------------- | ---------------- | ------------------------- |
| 1 | «Fire Dreaming» «Огненные сны»                 | Педер Педерсен | Джон Деревлэни  | 9 августа 2014   | 1.10                      |
| После победы над племенами Чужеземья мир воцарился в Чиме, но Эрис снятся тревожные сны об огне. Тем временем глубоко под землёй пробуждаются племена Охотников от многолетнего сна и выходят на поверхность. Их цель проста: завоевание всей Чимы.                                                           |                                                |                |                 |                  |                           |
| 2 | «Attack of the Ice Clan» «Атака кланов льда»   | Педер Педерсен | Джон Деревлэни  | 16 августа 2014  | 0.92                      |
| Сэр Фангар ведёт войско Охотников, и их лёд распространяется по Чиме. Племена Чимы пытаются остановить их, но обнаруживают, что их оружие бесполезно против нового врага. |                                                |                |                 |                  |                           |
| 3 | «The Call of Cavora» «Зов Каворы»              | Педер Педерсен | Джон Деревлэни  | 23 августа 2014  | 1.08                      |
| Чима захвачена Охотниками, которые замораживают всё на своём пути. Эрис убеждает Лавала и Краггера, что ключ к победе над Охотниками должен находится на горе Кавора. Внутри горы они встречаются с легендарным хранителем Чимы — Фениксом.                                                                   |                                                |                |                 |                  |                           |
| 4 | «Trial by Fire» «Испытание огнём»              | Педер Педерсен | Джон Деревлэни  | 30 августа 2014  | 1.20                      |
| Охотники продолжают свой поход на Чиму. Лидер фениксов Фламинокс с радостью встречает Эрис в скрытом городе, однако Лавал и Краггер ему не по душе. Теперь им придётся пройти «испытание огнём», чтобы доказать королю фениксов, что они достойны.                                                            |                                                |                |                 |                  |                           |
| 5 | «The Crescent» «Курган»                        | Педер Педерсен | Джон Деревлэни  | 6 сентября 2014  | 1.09                      |
| По приказу Фламинокса Лавал, Краггер, Эрис и их друзья должны защитить таинственный холм от Охотников. Они обнаруживают, что холм невосприимчив к ледяной силе Охотников. |                                                |                |                 |                  |                           |
| 6 | «Fired Up» «С огоньком»                        | Педер Педерсен | Джон Деревлэни  | 13 сентября 2014 | 1.21                      |
| Когда племена Чимы вооружаются огненной ЧИ и идут в контрнаступление, Охотники вынуждены спрятаться под землёй и использовать древнюю туннельную систему под Чимой. Сэр фангар теперь одержим идеей поймать юного сына его заклятого врага Фламинокса. Но у Флинкса свои трюки в рукаве                       |                                                |                |                 |                  |                           |
| 7 | «Cool and Collected» «Коллекционер»            | Педер Педерсен | Джон Деревлэни  | 20 сентября 2014 | 1.19                      |
| Сэр Фангар меняет свою стратегию и начинает похищать животных Чимы для своей коллекции ледяных статуй. Но по-прежнему его главной целью остаётся феникс Флинкс. |                                                |                |                 |                  |                           |
| 8 | «The Snowball Effect» «Эффект снежка»          | Педер Педерсен | Джон Деревлэни  | 27 сентября 2014 | 1.17                      |
| Лавал сближается с львицей Ли'Эллой и приглашает посетить город львов. В этот ключевой момент на львиный храм нападают Охотники. К счастью, Тормак приходит на помощь львам, но король Лагравис захвачен. |                                                |                |                 |                  |                           |
| 9 | «The King Thing» «Королевская работа»          | Педер Педерсен | Джон Деревлэни  | 4 октября 2014   | 1.16                      |
| В отсутствие Лагрависа, Лавал должен взять на себя роль короля львов. Охотники тоже не теряют времени и устраивают полномасштабную атаку на львиный город. Фениксы приходят на помощь, но Фангар не собирается сдаваться.                                                                                     |                                                |                |                 |                  |                           |
| 10 | «A Very Slippery Slope» «Очень скользкий путь» | Педер Педерсен | Джон Деревлэни  | 11 октября 2014  | 1.32                      |
| Лавал организовывает миссию по спасению всех похищенных зверей из трофейного зала Фангара, но Флинкс случайно размораживает скорпионов, пауков и летучих мышей. Увидев на что способен Флинкс, Фангару ещё больше хочется добавить юного феникса в свою коллекцию.                                            |                                                |                |                 |                  |                           |
| 11 | «The Artifact» «Артефакт»                      | Педер Педерсен | Джон Деревлэни  | 18 октября 2014  | 1.26                      |
| Отчаявшись вернуть свою дочь, Тормак предаёт фениксов и пытается передать Охотникам Артефакт — карту, ведущую к восьми огненным крыльям. Но всё идёт не так, и Артефакт взрывается в руках у Тормака, обжигая его.                                                                                            |                                                |                |                 |                  |                           |
| 12 | «The Phoenix Has Landed» «Прилёт фениксов»     | Педер Педерсен | Джон Деревлэни  | 25 октября 2014  | 0.92                      |
| Расстроенный предательством Тормака Фламинокс не сумел удержать Флинкса от безумной идеи. Юный феникс решает биться с Охотниками в одиночку, но попадает в их ловушку. Фламинокс, Краггер, Лавал и Эрис на «Огненном бастионе» летят на помощь Флинксу, но также попадают в ловушку.                          |                                                |                |                 |                  |                           |
| 13 | «A Spark of Hope» «Искра надежды»              | Педер Педерсен | Джон Деревлэни  | 1 ноября 2014    | 0.75                      |
| Чима заморожена. Герои заперты в ущелье, а Охотники готовятся к последней битве у львиного города. Неожиданно появляется старый союзник из прошлого и готов помочь нашим героям. Быть может, Чиму ещё можно спасти.                                                                                           |                                                |                |                 |                  |                           |
| 14 | «Wings of Fire» «Огненные крылья»              | Педер Педерсен | Джон Деревлэни  | 22 ноября 2014   | 1.59                      |
| У племён Чимы остаётся единственный шанс на спасение. Найти все восемь огненных крыльев и запустить Великое Просветление. Племена Чимы вступают в битву против Охотников у львиного города. Поняв, что преимущество на стороне противника, сэр Фангар решается на отчаянный шаг — пробудить Ледяных медведей. |                                                |                |                 |                  |                           |
| 15 | «Heart of Cavora» «Сердце Каворы»              | Педер Педерсен | Джон Деревлэни  | 22 ноября        | 1.59                      |
| Найдя все Огненные крылья, восьмёрка героев Чимы устремляется к горе Кавора, но на их пути встают стервятники. Тем временем Фангар строит гигантскую ледяную гору до Каворы и вступает в бой с королём Фламиноксом.                                                                                           |                                                |                |                 |                  |                           |

## Восприятие и оценка

### Рейтинги
Премьеру сериала в США посмотрели 1,5 млн зрителей, что сделало его десятым шоу с самым высоким рейтингом по кабельному ТВ в день премьеры.

### Отзывы
Роберт Ллойд в ТВ-подборке для Los Angeles Times назвал сериал «своего рода „Игрой престолов“ для маленьких мальчиков, приправленной „Аватаром“, и комком „Возвращения короля“, прилипшим к обуви»., а Брайан Лоури из журнала Variety оценил сериал, как «сложную смесь хорошо знакомых клише, в том числе некое подобие Силы и парящие транспортные средства, существующие лишь по той причине, что их можно продать вместе с ярко-разукрашенными фигурками». Эмили Эшби из организации Common Sense Media назвала Легенды Чимы «продуманным, красиво спроектированным анимационным сериалом, который превосходит ожидания от истории, предназначенной для продажи сопутствующих игрушек» и отметила, что темы, поднимающиеся в сериале, такие как предрассудки, эмоциональные манипуляции и предательство, объясняются на уровне, соответствующем возрасту зрителя.

### Награды
| Награда            | Категория                                                          | Номинант                                                               | Результат |
| ------------------ | ------------------------------------------------------------------ | ---------------------------------------------------------------------- | --------- |
| Banff Rockie Award | Лучшее брендовое развлечение                                       | M2Film LEGO                                                            | Победа    |
| Banff Rockie Award | Премия за превосходство в области развлечений и анимации для детей | M2Film LEGO                                                            | Победа    |
| Золотая камера     | Развлечение — для детей                                            | Томми Андреасен Джон Деревлэни Эрик Легернес Фил МакКормик M2Film LEGO | Победа    |

## Музыкальное сопровождение
| №                   | Название             | Длительность |
| ------------------- | -------------------- | ------------ |
| 1.                  | «Laval the Lion»     | 3:17         |
| 2.                  | «Chi»                | 2:40         |
| 3.                  | «Playful Tribes»     | 2:36         |
| 4.                  | «The Croc Swamp»     | 3:04         |
| 5.                  | «Cragger»            | 2:37         |
| 6.                  | «Speedor Races»      | 2:10         |
| 7.                  | «When We Were Kids»  | 2:12         |
| 8.                  | «Rhinos»             | 1:51         |
| 9.                  | «The Warrior Within» | 2:26         |
| 10.                 | «Forever Rock»       | 2:14         |
| 11.                 | «Drums Of Chima»     | 1:30         |
| 12.                 | «The Big Battle»     | 2:20         |
| 13.                 | «The Great Story»    | 2:53         |
| Общая длительность: | Общая длительность:  | 31:50        |

| №                   | Название               | Длительность |
| ------------------- | ---------------------- | ------------ |
| 1.                  | «Return of the Heroes» | 3:32         |
| 2.                  | «Into the Outlands»    | 3:16         |
| 3.                  | «The Dark Tribes»      | 4:19         |
| 4.                  | «Ancient Hunters»      | 3:02         |
| 5.                  | «The Phoenix»          | 3:27         |
| 6.                  | «Hills of Chima»       | 2:50         |
| 7.                  | «Lavertus»             | 3:28         |
| 8.                  | «Frozen Land»          | 2:21         |
| 9.                  | «The Tale of Tormak»   | 3:30         |
| 10.                 | «Victory»              | 2:13         |
| Общая длительность: | Общая длительность:    | 31:00        |